# ČSD-Baureihe M 274.0
Die ČSD-Baureihe M 274.0 waren vierachsige Dieseltriebwagen für den Regional- und Eilzugverkehr der einstigen Tschechoslowakischen Staatsbahnen (ČSD). Wegen seiner Farbgebung und der eleganten, abgerundeten Kastenform bekamen der Triebwagen später den Spitznamen Blauer Pfeil.

## Geschichte

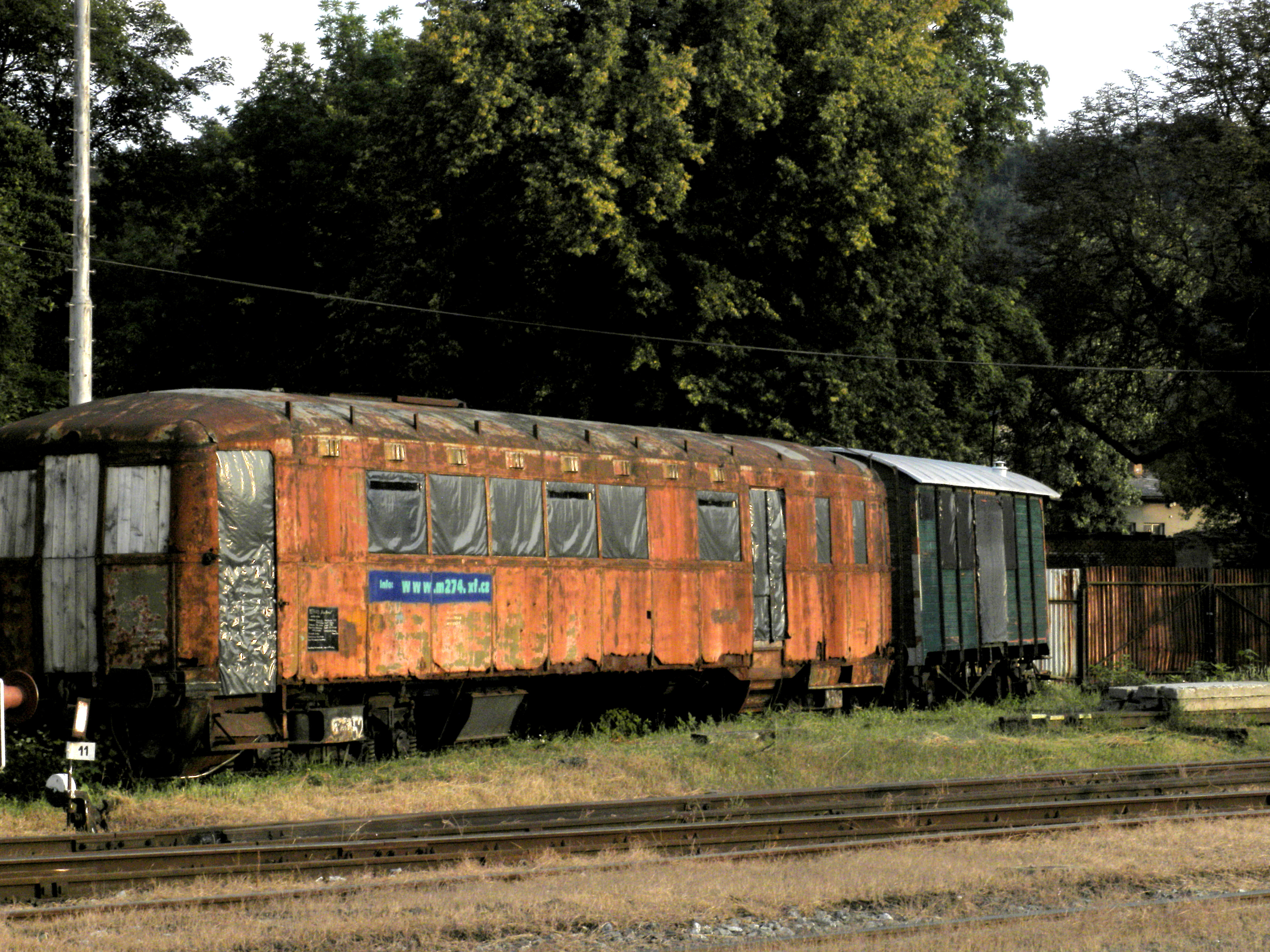
M 274.003 im Bahnhof Kutná Hora město (2014)

Entwickelt und gebaut wurden die Triebwagen zwischen 1934 und 1936 von Škoda in Pilsen. In drei Serien wurden insgesamt 14 dieser Fahrzeuge gefertigt.
Mit den Triebwagen wurden vierachsige Beiwagen Calm beschafft, die außer für den M 274.0 für die gleichzeitig beschafften M 273.0 und M 275.0 verwendet werden konnten.
Mit der Serienfertigung der Triebwagen M 262.0 wurden die Fahrzeuge als Splitterbaureihe nach und nach aus dem Betrieb genommen. Der letzte Triebwagen wurde 1959 ausgemustert.
M 274.004 ist erhalten geblieben und wurde unter Verwendung von Teilen der M 274.002 und M 274.005 wieder betriebsfähig aufgearbeitet. Er ist in der Slowakei im Depot Vrútky des MDC Bratislava beheimatet.
In desolatem Zustand ist auch der Wagenkasten des M 274.003 erhalten. Eigentümer ist der Verein Kutnohorská místní dráha.

## Technische Merkmale
Vom Aufbau ähnelten die Fahrzeuge den nach dem Zweiten Weltkrieg in großer Stückzahl beschafften Triebwagen der Reihe M 262.0. Auf der einen Seite des vierachsigen Wagenkastens befanden sich die Antriebsanlage mit dem Sechszylinder-Dieselmotor und dem elektrischen Generator. Die elektrischen Fahrmotoren waren im Drehgestell auf der anderen Seite des Wagenkastens.

## Einsatz

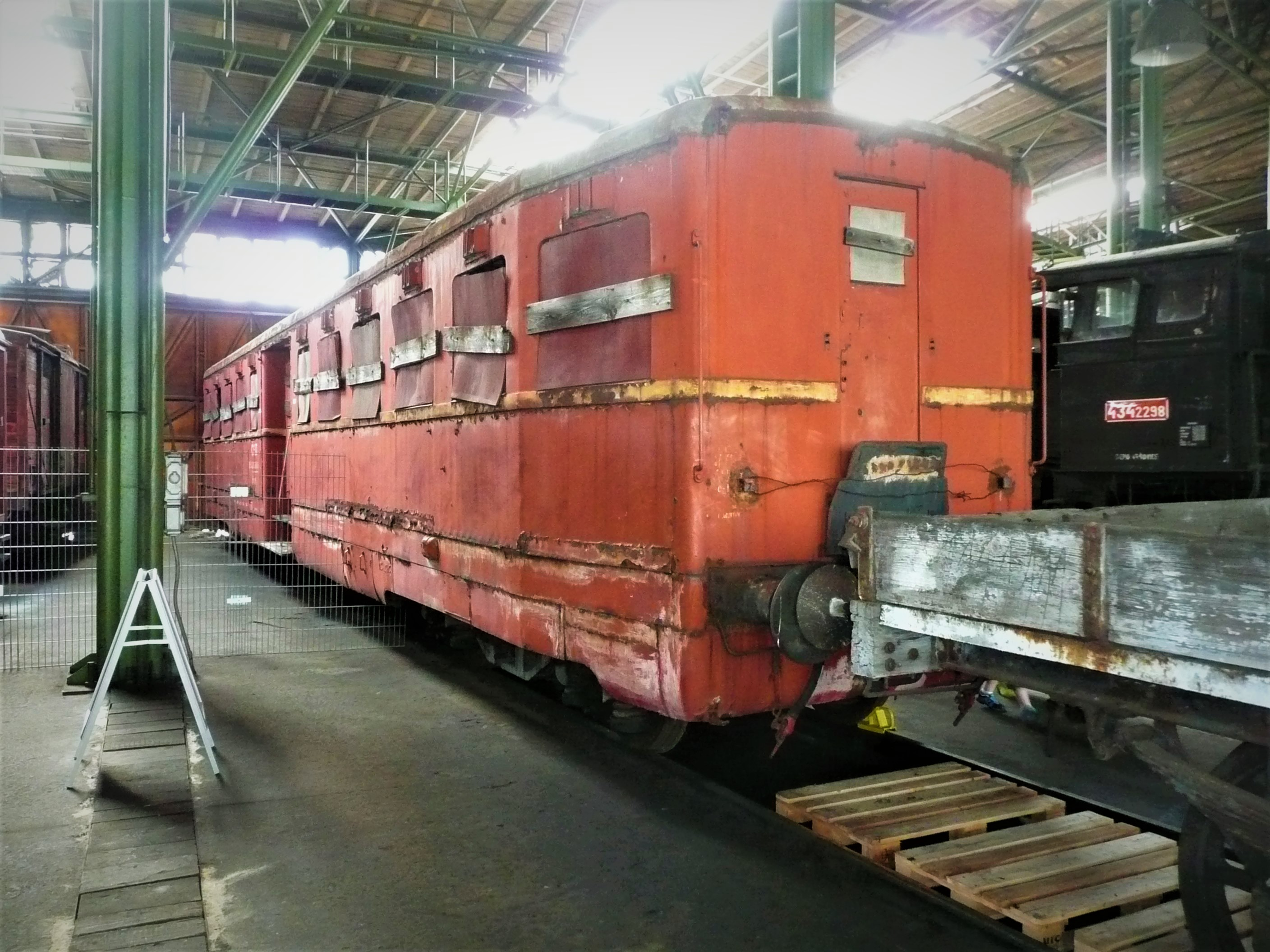
Erhalten gebliebener Beiwagen Calm 4 der Blauen Pfeile, ausgestellt im Depot Chomutov des Technischen Nationalmuseums in Prag

Nach der Anlieferung liefen die Fahrzeuge zunächst im Eil- und schnellen Personenzugdienst auf den Relationen Prag–Most und Prag–Teplice. 1948 waren alle 14 Fahrzeuge vorhanden und in Prag, České Budějovice und Bratislava beheimatet. Sie bedienten unter anderem die Expressverbindungen „Slovenska strela“ zwischen Prag und Bratislava.